# 爱德华·塔格赛特
爱德华·桑维克·塔格赛特（挪威語：Edvard Sandvik Tagseth，2001年1月23日—），是一位挪威職業足球員，司職中場，現效力挪威足球超级联赛球會洛辛堡。

## 球員生涯
爱德华·塔格赛特在2014年代表家鄉球會Neset FK參加挪威青年盃時被球探發現 ，14歲時便與利物浦簽下學徒合約，16時歲成為全職利物浦預備隊及學院的球員。2019年夏天，他選擇不與球會續約。
2019年8月 ,他回國加盟洛辛堡。10月3日首次在職業聯賽上場，以替補身份上場參加2019–20年歐霸盃對PSV燕豪芬的比賽。三天後首次在聯賽先發上場，參加對海于格松的賽事。